# Elena Holmberg
Elena Angélica Dolores Holmberg Lanusse (24 de mayo de 1931, Buenos Aires - desaparecida en Buenos Aires el 20 de diciembre de 1978) fue una diplomática argentina secuestrada y asesinada en 1978 durante la última dictadura cívico-militar argentina (1976-1983). Inicialmente destacada por ser la primera mujer recibida del Instituto del Servicio Exterior de la Nación, Holmberg fue una funcionaria importante de la ya mencionada dictadura militar que tomó el poder en Argentina en 1976 y el consenso general entre investigadores e historiadores es que fue detenida-desaparecida y luego asesinada por el propio régimen al que pertenecía.

## Biografía
Procedente de una tradicional familia castrense, Elena Holmberg fue hermana del coronel retirado Enrique Holmberg y prima hermana del general Alejandro Lanusse, quien fue dictador y expresidente de facto entre 1971 y 1973, durante los últimos años de la penúltima dictadura cívico-militar argentina, iniciada en 1966.
Holmberg comenzó su carrera dentro del Ministerio de Relaciones Exteriores y Culto en 1969, desempeñándose en el marco de la Dirección General de Antártida y Malvinas. En 1972 es promovida a la categoría de Secretaria de Embajada y Cónsul de Tercera categoría y destinada a la Embajada Argentina en Francia.
Por diferencias de criterios entre el personal del «Centro Piloto de Información», instalado en París y a cargo de oficiales de inteligencia de la Armada Argentina (donde también estuvieron destinados Puma Perrén, Alfredo Astiz y Adolfo Donda), la diplomática fue convocada a Buenos Aires para informar a sus superiores, resultando secuestrada por el Grupo de tareas 3.3.2 en esta ciudad el 20 de diciembre de 1978 al salir del Ministerio de Relaciones Exteriores y cuando se dirigía a encontrarse con un grupo de periodistas franceses. Personas que habían sido detenidas ilegalmente y torturadas en el centro clandestino de detención conocido como "Escuela Superior de Mecánica de la Armada" (ESMA)) declararon que en esa época ciertos oficiales de la ESMA aludieron a su participación en la desaparición de Elena Holmberg.
El 11 de enero de 1979, su cadáver descompuesto fue encontrado en el río Luján, localidad de Tigre, provincia de Buenos Aires, siendo reconocida posteriormente por su primo Alejandro Lanusse. Pudieron determinar que los restos pertenecían a Elena Holmberg por trozos de un vestido blanco a lunares que la mujer solía utilizar. Llamó la atención un detalle siniestro: en el cajón sólo había partes de lo que alguna vez había sido la mujer asesinada. Las piezas óseas del esqueleto pesaban exactamente siete kilogramos, encontrándose “prácticamente limpio, sugiriendo claramente que habían intentado borrar su identidad”. El día 12 de enero de 1979, en un acto de despiadado cinismo, es promovida post mortem a la categoría "E", Secretaria de Embajada y Cónsul de primera categoría por la Resolución Ministerial N° 17/79.
Se presume que Emilio Massera fue quien ordenó directamente su muerte.
Según investigaciones detalladas en el libro Argentinos: Quinientos años entre el Cielo y el Infierno del periodista Jorge Lanata, tanto el Capitán de Navío Eduardo Osvaldo Invierno como el Teniente de Fragata Jorge Carlos Rádice serían los autores materiales directos de los asesinatos de la diplomática Elena Holmberg y del publicista Marcelo Dupont.